# Desirée Nilsson
Gabriella Desirée Mykkänen Nilsson, Dessie, född 2 augusti 1994 i Stockholm, är en svensk mäklare och tidigare bloggare. 
Nilsson drev bloggen Dessies.se i cirka tio år i början av 2000-talet.
År 2011 skrev Nilsson kontrakt med skivbolaget Universal Music Sweden och gav samma år ut singelskivan Whatcha Got, producerat av Trinity Music.
År 2017 utbildade hon sig till mäklare, något som hon drömt om att bli, och därefter upphörde hon med bloggandet.
Tillsammans med andra kända bloggare medverkade hon i TV-dokumentären Vad hände? Bloggbråken 2008-2014, som hade premiär i SVT i juni 2022.
Nilsson har en son född 2014.